# John Helliwell
John Anthony Helliwell est un musicien britannique né le 15 février 1945 à Todmorden au Royaume-Uni. Il pratique le saxophone, la flute, la clarinette, le hautbois, les claviers et les chœurs, notamment au sein du groupe britannique Supertramp. Lors de leurs concerts, il devient l'interlocuteur entre le groupe et le public, échangeant et blaguant avec lui entre les chansons.

## Carrière

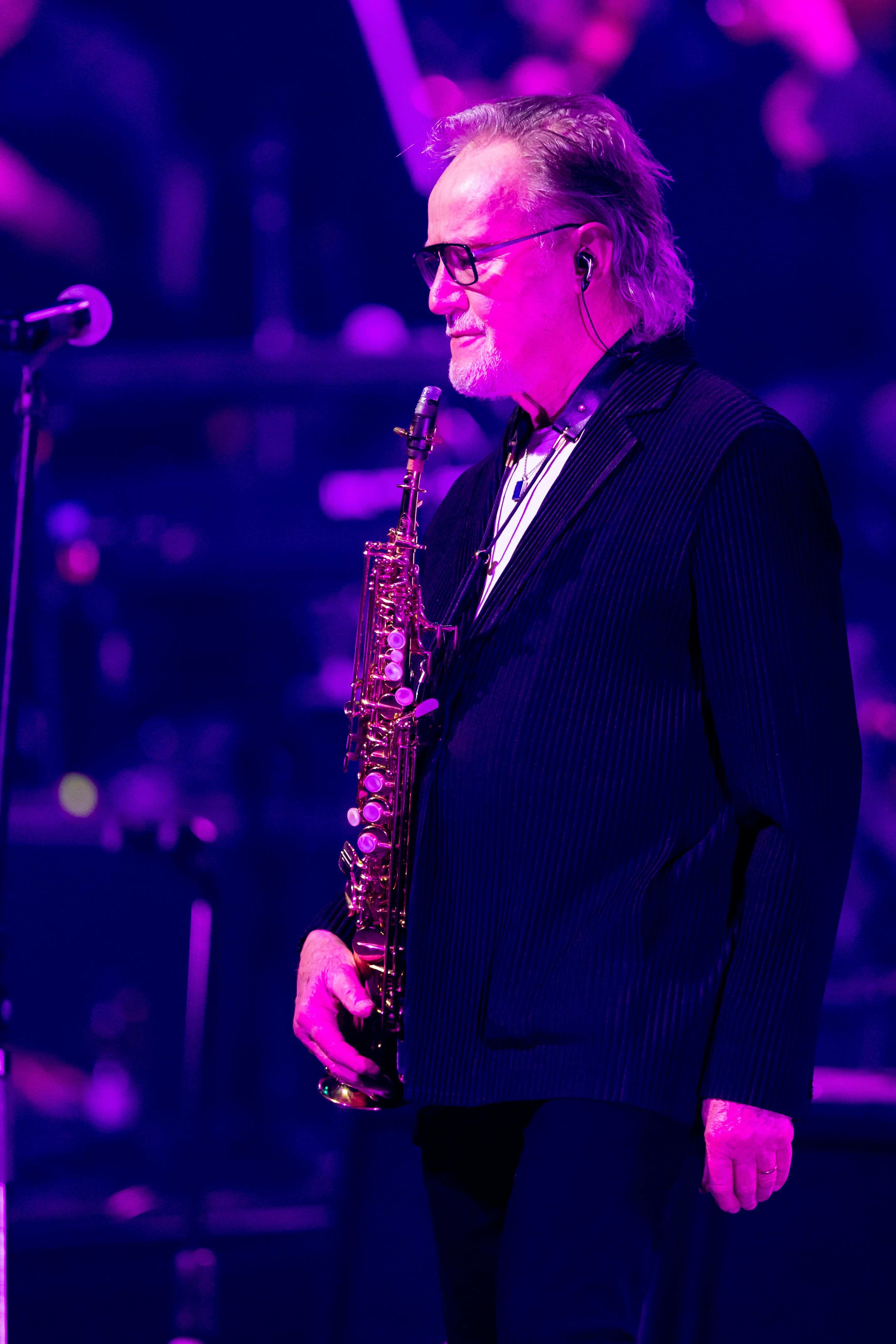
John Helliwell au festival « Rock Meets Classic » 2024 en Allemagne

En janvier 1966, John Helliwell remplace le saxophoniste et flutiste Dave Green dans le groupe The Alan Bown Set. Sept ans plus tard, en 1973, il rejoint Supertramp avec le bassiste Dougie Thomson, lui aussi issu du Alan Bown Set, qui l'a convaincu de le suivre.
En 1985, le guitariste de Pink Floyd, David Gilmour, joue de la guitare sur la pièce-titre de l'album Brother Where You Bound de Supertramp. Les deux musiciens se rencontrent, et deux ans plus tard, John Helliwell joue du saxophone sur le premier opus de Pink Floyd sans Roger Waters, A Momentary Lapse of Reason. La même année, il participe à l'album Positif du chanteur français Jean-Jacques Goldman en 1985.
Au cours d'une accalmie professionnelle dans les années 1990, il commence à étudier pour un diplôme de musique au Royal Northern College of Music de Manchester. Cependant, il interrompt ses études pour rejoindre Supertramp en tournée lors de la sortie de l'album Some Things Never Change. 
En 2004, il joue du saxophone sur l'album de Simon Apple, River to the Sea. La même année, il forme le groupe de jazz Crème Anglaise avec Mark Hart, qui avait rejoint Supertramp en 1985. En 2005 sort le premier album du groupe.
Il joue de la clarinette sur la chanson The Fend For Yourself du groupe The Pineapple Thief, pour leur album Your Wilderness sorti en 2016. Il participe aux albums d'Alan Simon Gaïa, Excalibur II, III, IV , V et à l'album Big bang de 2001 à 2019, ainsi qu'aux différentes tournées.
Il est à la tête du Super Big Tramp Band, qui reprend certains titres de Supertramp, arrangés par les membres du groupe en instrumental, et avec Helliwell comme soliste en chef. Le groupe joue pour la première fois à Manchester en juin 2013. En 2019, il se produit au Manchester Jazz Festival en mai ainsi qu'à Kingston upon Hull et à Hambourg plus tard dans l'année.
Le 4 janvier 2025, il annonce sur Facebook qu'après 60 ans d'une carrière musicale professionnelle et à presque 80 ans, qu'il est temps pour lui de prendre sa retraite d'ici la fin de cette année et davantage profiter de sa vie personnelle.

## Vie privée
Il est marié depuis 1975 et a deux fils, Charles et William.

## Discographie

### The Alan Bown Set
- 1968 : Outward Bown First Album
- 1969 : The Alan Bown!
- 1970 : Listen
- 1971 : Stretching Out

### Collaborations
- 1977 : Bad Reputation de Thin Lizzy [8]
- 1979 : The Old Pals Act de Peter Bennett - Avec Dougie Thomson et Bob Siebenberg.
- 1980 : Eastern Wind de Chris De Burgh [9]
- 1981 : Deception Is An Art de Ali Thomson [10]
- 1983 : Homenagem A Picasso de Rafael Alberti, Raimundo Fagner, Paco De Lucia & Mercedes Sosa[8]
- 1984 : Positif de Jean-Jacques Goldman [11]
- 1987 : A Momentary Lapse of Reason de Pink Floyd[12]
- 1989 : In The Still Of The Night de Johnny Mathis [13]
- 1990 : Shortstop de Sarah Hickman [14]
- 1991 : The Force Behind The Power de Diana Ross[15]
- 1991 : Paris de Marc Lavoine - Single [8]
- 1993 : Gaia de Valgeir Guðjónsson [8]
- 1996 : Singulier 81/89 de Jean-Jacques Goldman [8]
- 1997 : Rites Of Passage de Roger Hodgson [16] - Saxophone, percussions et chœurs sur 10 chansons.
- 2003 : Gaia de Alan Simon - Sur Love Calls Love avec Bob Siebenberg et son fils Jessie.
- 2004 : River To The Sea de Simon Apple [17]
- 2006 : Dreamscape de dB Infusion [18]
- 2006 : Crème Anglaise de Crème Anglaise [19]
- 2006 : Chillout Sessions - Artistes Variés [8]
- 2006 : Angola de Lulendo [8]
- 2007 : Excalibur II (The Celtic Ring) de Alan Simon[20]
- 2007 : Sax of gold de SaxAussault [8]
- 2012 : Excalibur III (The Origins) de Alan Simon [21]
- 2012 : Of Alien Feelings de Calvin Weston[22]
- 2013 : Mustang Run de Carl Verheyen[23]
- 2016 : Your Wilderness de The Pineapple Thief [24]
- 2017 : Excalibur IV (The Dark Age Of The Dragon) de Alan Simon [25]
- 2017 : Big Bang de Alan Simon [26]
- 2017 : Ruby & All Things Purple de Andy Scott &  Group S [27]
- 2019 : Living In The Gap + Hungarian Pictures de Mandoki Soulmates

## Sources
- (en) Cet article est partiellement ou en totalité issu de l’article de Wikipédia en anglais intitulé « John Helliwell » (voir la liste des auteurs).

1. ↑  (en-US) « The Alan Bown Set - », 13 janvier 2018 (consulté le 14 juin 2022)
2. ↑  « John Helliwell : qui est le charismatique multi-instrumentiste de Supertramp ? », sur Nostalgie.fr (consulté le 14 juin 2022)
3. ↑  (en) Supertramp Brother Where You Bound Album Reviews, Songs & More | AllMusic (lire en ligne)
4. ↑  « John Anthony Helliwell | Henri SELMER Paris », sur www.selmer.fr (consulté le 14 juin 2022)
5. ↑  « Crème Anglaise », sur Discogs (consulté le 14 juin 2022)
6. ↑  « John Helliwell et Alan Simon au festival de la paix samedi à Bouvron », sur nantes.maville.com (consulté le 14 juin 2022)
7. ↑  (en-US) Peter Bacon, « Big Band Supertramp, Heavy Lemo and Gods of Apollo at the 2019 Manchester Jazz Festival », sur London Jazz News, 26 mai 2019 (consulté le 14 juin 2022)
8. 1 2 3 4 5 6 7 8  (en) « John Helliwell | Credits », sur AllMusic (consulté le 3 décembre 2021)
9. ↑  Chris de Burgh – Eastern Wind (1980, Vinyl) (lire en ligne)
10. ↑  Ali Thomson – Deception Is An Art (1981, Vinyl) (lire en ligne)
11. ↑  Jean-Jacques Goldman – Positif (1984, Vinyl) (lire en ligne)
12. ↑  Pink Floyd – A Momentary Lapse Of Reason (1987, Gatefold, Vinyl) (lire en ligne)
13. ↑  Johnny Mathis – In The Still Of The Night (1989, CD) (lire en ligne)
14. ↑  Sara Hickman – Shortstop (1990, CD) (lire en ligne)
15. ↑  Diana Ross – The Force Behind The Power (1991, CD) (lire en ligne)
16. ↑  Roger Hodgson – Rites Of Passage (1997, CD) (lire en ligne)
17. ↑  Simon Apple – River To The Sea (2004, CD) (lire en ligne)
18. ↑  dB~infusion – Dreamscape (2006, CD) (lire en ligne)
19. ↑  Crème Anglaise – Crème Anglaise (2006, CD) (lire en ligne)
20. ↑  Alan Simon – Excalibur II (The Celtic Ring) (2007, Opendisc, CD) (lire en ligne)
21. ↑  Alan Simon – Excalibur III (The Origins) (2012, CD) (lire en ligne)
22. ↑  (en) Calvin Weston – Of Alien Feelings (2012, CD) (lire en ligne)
23. ↑  Carl Verheyen – Mustang Run (2013, Digipak, CD) (lire en ligne)
24. ↑  The Pineapple Thief – Your Wilderness (2016, 180 g, Vinyl) (lire en ligne)
25. ↑  Alan Simon – Excalibur IV - The Dark Age Of The Dragon (2017, CD) (lire en ligne)
26. ↑  Big Bang
27. ↑  « Andy Scott + Group S - Ruby & All Things Purple | Review | The Jazz Mann », sur www.thejazzmann.com (consulté le 3 décembre 2021)